# イモート・オブ・ザ・リング
『イモート・オブ・ザ・リング』は、著者・乙鳥形奈、イラスト・塩原信一のライトノベル。単行本はスマッシュ文庫（PHP研究所）より発売されている。
J・R・R・トールキンの代表作の一つ『ロード・オブ・ザ・リング』をモチーフに兄妹の冒険を描いたファンタジー小説。
登場人物の名前など一部『指輪物語』から名付けられている。

## 登場人物
藤色 雪人（ふじいろ ゆきと）
中津国高校に通う高校生。身長が低いため妹共々揶揄われている。
藤色 佐奈（ふじいろ さな）
雪人の妹。極度のブラコン。
沢井 香苗（さわい かなえ）
兄妹の幼馴染。サブカルチャー研究会に所属している。
阿羅湖 瞳（あらこ ひとみ）

弓永 玲子（ゆみなが れいこ）
生徒会長。
岩田 瑠梨（いわた るり）

丸杭 杏（まるくい あんず）

## 書籍一覧
1. 2012年3月17日 ISBN 978-4-569-67810-8